# Shane Battier
Shane Courtney Battier (ur. 9 września 1978 w Birmingham) – amerykański koszykarz, grający na pozycji niskiego skrzydłowego, dwukrotny mistrz NBA.
W 1997 wystąpił w meczu wschodzących gwiazd – Nike Hoop Summit oraz McDonald’s All-American.

## College
Jeden z 4 w historii zawodników NCAA, którzy uzyskali ponad 1500 pkt., 500 zbiórek, 200 przechwytów, 200 asyst i 200 bloków w karierze (pozostali zawodnicy którzy tego dokonali to Lionel Simmons, Danny Manning, George Evans). Zajmuje 8 miejsce na liście najlepszych strzelców wszech czasów (1984 pkt.). Jest drugi na liście wszech czasów Duke w ilości zablokowanych piłek (254), trzeci w skuteczności za trzy (41%), lider w przechwytach (266). Zdobył nagrodę  NCAA Final Four Most Outstanding Player. Wybrany NABC Obrońcą roku 3 razy z rzędu. Uzyskał największą liczbę głosów do składu defensywnego ACC. Notował średnio 22,5 pkt. i 10,2 zbiórki na mecz i doprowadził Duke do mistrzostwa NCAA.

## NBA

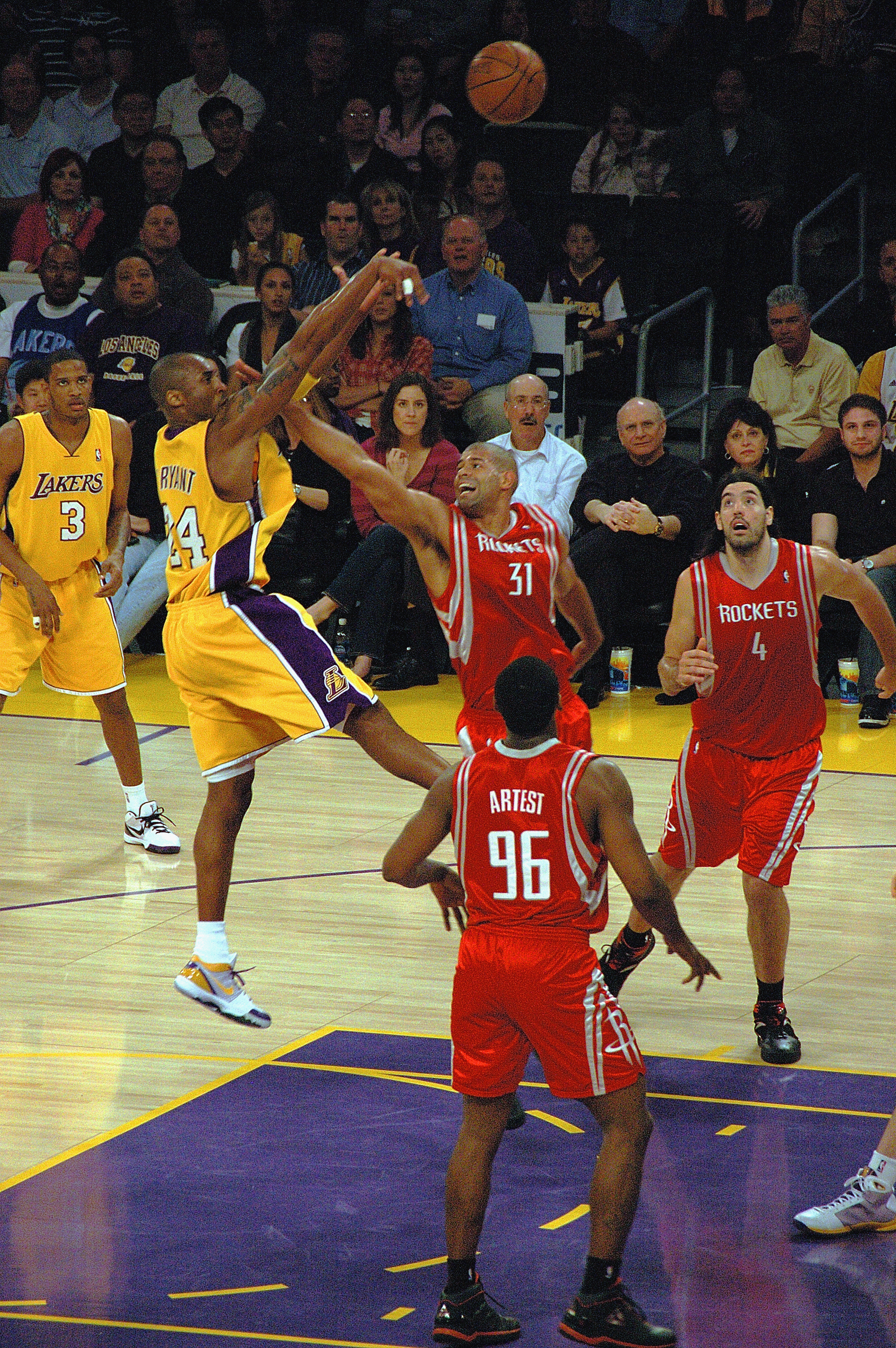
Shane Battier podczas meczu z Los Angeles Lakers 3 kwietnia 2009 r.

W lutym 2011 brał udział w wymianie, w ramach której trafił Memphis Grizzlies.
Po sezonie 2010/2011 jako wolny agent podpisał 3-letni kontrakt z Miami Heat.
W czerwcu 2012 wraz z drużyną Miami Heat sięgnął po mistrzostwo NBA. We wszystkich pięciu finałowych meczach,przeciwko Oklahoma City Thunder, występował w pierwszej piątce i notował średnio 11,6 punktów i 3,4 zbiórek na mecz przy skuteczności z gry 61,3% i skuteczności w rzutach za 3 57,7%, a jego średnia minut w finałowych starciach wynosiła 37.4 na mecz.
Po play-offach w 15 czerwca 2014 zakończył karierę w NBA.
Jest jednym z ponad 40 zawodników w historii, którzy zdobyli zarówno mistrzostwo NCAA, jak i NBA.

## Osiągnięcia
Na podstawie, o ile nie zaznaczono inaczej.
NCAA
- Mistrz:
  - NCAA (2001)[9]
  - Konferencji Atlantic Coast (ACC – 2001)
- Wicemistrz NCAA (1999)[9]
- Most Outstanding Player (MOP=MVP):
  - NCAA Final Four (2001)[10]
  - turnieju ACC (2001)[11]
- Koszykarz Roku:
  - NCAA:
    - im. Naismitha (2001)[12]
    - im. Chipa Hilton (2001)[13]
    - według:
      - Associated Press (2001)[14]
      - Sporting News (2001)[15]
      - Basketball Times (2001)

    - Adolph Rupp Trophy (2001)[16]
    - Oscar Robertson Trophy (2001)[17]
    - im. Woodena (2001)[18]

  - Konferencji ACC (2001 – współlaureat)[19]
  - Senior CLASS Award (ostatniego roku – 2001)[20]
- Sportowiec Roku ACC (2001)
- trzykrotny Obrońca Roku NCAA (1999-2001 według NABC)[21]
- Wybrany do:
  - I składu:
    - All-American (2001)
    - ACC (2000, 2001)
    - defensywnego ACC (1998–2001)
    - debiutantów ACC (1998)
    - turnieju ACC (2000, 2001)
    - turnieju NCAA (2001)[22]

  - II składu:
    - All-American (2000)
    - turnieju ACC (1999)

  - III składu ACC (1999)
  - ACC 50th Anniversary Basketball Team
- Laureat Academic All-American of the Year (2001)
- Opuścił Duke jako lider uczelni w przechwytach
- Uczelnia zastrzegła należący do niego numer 31

NBA
- dwukrotny mistrz NBA (2012, 2013)[23]
- Wicemistrz NBA (2014)[23]
- Wybrany do:
  - I składu debiutantów NBA (2002)[24]
  - II składu defensywnego NBA (2008, 2009)[25]
- Laureat nagrody Twyman–Stokes Teammate of the Year Award (2014)
- Uczestnik NBA Rising Stars Challenge (2002)
- Debiutant miesiąca NBA (grudzień 2001)
- Lider play-off w liczbie celnych rzutów za 3 punkty (2012)[26]

Reprezentacja
- Mistrz Igrzysk Dobrej Woli (2001)[27]
- Brązowy medalista mistrzostw świata w Japonii (2006)[28]